# K’Don Samuels
K'Don Samuels (ur. 1990) – jamajski lekkoatleta, tyczkarz.

## Osiągnięcia
| Rok  | Impreza                       | Miejsce  | Lokata     | Wynik |
| ---- | ----------------------------- | -------- | ---------- | ----- |
| 2010 | Młodzieżowe mistrzostwa NACAC | Miramar  | 4. miejsce | 4,90  |
| 2012 | Mistrzostwa NACAC U-23        | Irapuato | 2. miejsce | 5,35  |
| 2014 | Igrzyska Wspólnoty Narodów    | Glasgow  | 8. miejsce | 5,00  |

Złoty medalista mistrzostw Jamajki, wielokrotny rekordzista kraju.

## Rekordy życiowe
- Skok o tyczce (stadion) – 5,35 (2012) rekord Jamajki
- Skok o tyczce (hala) – 5,25 (2011) rekord Jamajki